# Smittina
Genre
Smittina est un genre d'ectoproctes de l'ordre Cheilostomatida.

## Liste d'espèces
Selon World Register of Marine Species (14 avril 2016) :
- Smittina abditavicularis Rogick, 1956
- Smittina abyssicola (Harmer, 1957)
- Smittina acuminata (Ridley, 1881)
- Smittina affinis (Hincks, 1862)
- Smittina alata d'Hondt, 1986
- Smittina alticollarita Rogick, 1956
- Smittina altirostris Osburn, 1952
- Smittina anecdota Hayward & Thorpe, 1990
- Smittina antarctica (Waters, 1904)
- Smittina arctica (Norman, 1894)
- Smittina areolata O'Donoghue & O'Donoghue, 1923
- Smittina asymmetrica Gordon & d'Hondt, 1997
- Smittina azorensis (Jullien, 1903)
- Smittina baccata Canu & Bassler, 1930
- Smittina bella (Busk, 1860)
- Smittina beringia Kluge, 1952
- Smittina bidentata Androsova, 1958
- Smittina cervicornis (Pallas, 1766)
- Smittina chilensis Moyano, 1991
- Smittina colleti (Jullien in Jullien & Calvet, 1903)
- Smittina colletti (Jullien, 1903)
- Smittina cordata Osburn, 1952
- Smittina cribraria (MacGillivray, 1886)
- Smittina crystallina (Norman, 1867)
- Smittina ctenocondyla Hayward & Thorpe, 1990
- Smittina curvirostrata de Blauwe & Gordon, 2014
- Smittina decipiens (Jullien, 1903)
- Smittina dieuzeidei Gautier, 1955
- Smittina diffidentia Hayward & Thorpe, 1989
- Smittina directa (Waters, 1904)
- Smittina ectoproctolitica Moyano, 1982
- Smittina euparypha Marcus, 1921
- Smittina excertiaviculata Rogick, 1956
- Smittina exclusa Harmer, 1957
- Smittina fallax Jullien, 1903
- Smittina ferruginea Hayward & Cook, 1983
- Smittina forticula Winston, 2016
- Smittina fragaria Moyano, 1983
- Smittina glebula Hayward & Thorpe, 1990
- Smittina groenlandica (Norman, 1894)
- Smittina hatsushima Okada & Mawatari, 1937
- Smittina humilis Gontar, 2008
- Smittina impellucida Gontar, 2008
- Smittina imragueni Matsuyama, Titschack, Baum & Freiwald, 2015
- Smittina incernicula Hayward & Thorpe, 1990
- Smittina insulata Hayward & Thorpe, 1990
- Smittina isabelae Souto, Berning & Ostrovsky, 2016
- Smittina jacobensis (Busk, 1884)
- Smittina jacquelinae Moyano, 1983
- Smittina jordii Reverter Gil & Fernandez Pulpeiro, 1999
- Smittina jullieni Moyano, 1983
- Smittina kobjakovae Androsova, 1958
- Smittina kukuiula Soule & Soule, 1973
- Smittina kussakini Gontar, 1993
- Smittina landsborovii (Johnston, 1847)
- Smittina lebruni (Waters, 1905)
- Smittina leptodentata Hayward & Thorpe, 1990
- Smittina maccullochae Osburn, 1952
- Smittina malouinensis (Jullien, 1888)
- Smittina marionensis (Busk, 1854)
- Smittina migottoi Vieira, Gordon, Souza & Haddad, 2010
- Smittina minima Powell, 1967
- Smittina minuscula (Smitt, 1868)
- Smittina molarifera Moyano, 1982
- Smittina monacha (Jullien, 1888)
- Smittina mucronata (Smitt, 1868)
- Smittina muliebris Kluge, 1962
- Smittina multanguloporata Gontar, 2008
- Smittina nitidissima (Hincks, 1880)
- Smittina normani Aristegui, 1988
- Smittina numma Marcus, 1949
- Smittina obicullata Rogick, 1956
- Smittina obicullatoidea Liu & Hu, 1991
- Smittina oblita Lopez Gappa, 2002
- Smittina obscura (MacGillivray, 1891)
- Smittina oculata (MacGillivray, 1883)
- Smittina ovirotula Soule, Soule & Chaney, 1995
- Smittina palisada Gordon, 1989
- Smittina papillifera (MacGillivray, 1869)
- Smittina personata (Hincks, 1884)
- Smittina pileata (Waters, 1904)
- Smittina pliofistulata Hayward & Thorpe, 1990
- Smittina pocilla Hayward & Thorpe, 1990
- Smittina porosa Canu & Bassler, 1930
- Smittina portiuscula Hayward & Thorpe, 1990
- Smittina protrusa Powell, 1967
- Smittina pseudoacutirostris Gostilovskaya, 1957
- Smittina pseudocompressa Androsova, 1958
- Smittina pulchra Androsova, 1958
- Smittina purpurea (Hincks, 1881)
- Smittina remotorostrata (Canu & Bassler, 1928)
- Smittina reptans (Waters, 1904)
- Smittina retifrons Osburn, 1952
- Smittina rigida Lorenz, 1886
- Smittina rogickae Hayward & Taylor, 1984
- Smittina rosacea Powell, 1967
- Smittina scrupea Hayward & Taylor, 1984
- Smittina sigillata (Jullien, 1888)
- Smittina sitella Hayward & Cook, 1983
- Smittina smitti (Kirchenpauer, 1874)
- Smittina smittiana (Busk, 1884)
- Smittina smittiella Osburn, 1947
- Smittina spathulifera (Hincks, 1884)
- Smittina spiraminifera Gordon, 1984
- Smittina stigmatophora (Busk, 1884)
- Smittina subcordata Gontar, 1993
- Smittina terraenovae Brown, 1954
- Smittina thompsoni Kluge, 1955
- Smittina torques Powell, 1967
- Smittina tuberosa Kluge, 1952
- Smittina undulimargo Moyano, 1983
- Smittina unicus Tilbrook, 2006
- Smittina uruguayensis d'Hondt, 1981
- Smittina uschakowi Androsova, 1958
- Smittina variavicularis Mawatari, 1974
- Smittina veleroa Soule, Soule & Chaney, 1995
- Smittina volcanica Moyano, 1983